# 本杰明·吉巴德
本杰明·吉巴德（1976年8月11日—）出生於美國華盛頓，是一個美國音樂家，他是在俏妞的死亡计程车樂團中的主唱，也有相當有人氣的樂曲¡All-Time Quarterback!。

## 個人生活和事業
本杰明·吉巴德生於布雷默頓 (華盛頓州)，在那裡他度過了他的成長期，順著灌輸在20世紀90年代初的音樂。在1994年，他畢業於奧林匹克高中。長大後，他在成長期間受到Elliott Smith, Nirvana, The Stone Roses, Superchunk, Built to Spill, Teenage Fanclub, Pixies, Pavement, Daniel Johnston, Fugazi and Hall & Oates的影響。傑克·凱魯亞克為一個主要的影響。他也在西華盛頓大學研究工程。在2003年的一次採訪中Gibbard說，雖然他曾是一個素食主義者，目前成為魚食素食者。
他在David Foster Wallace的同名小說電影Hideous Men有個小角色，並做簡單採訪，他透過美國完成了在2007年春季精選出David Bazan的獨奏巡演
他在2008年開始他的音樂人生和從事演員，並和柔伊·黛絲香奈結婚，倆人在華盛頓 西雅圖公證結婚，但隨在2012年1月離婚，而原因是兩人意見分歧不合，而他也在2008年戒酒並開始熱愛馬拉松賽跑。

## 唱片

### Death Cab for Cutie
- 1997 You Can Play These Songs with Chords
- 1998 Something About Airplanes
- 2000 We Have the Facts and We're Voting Yes
- 2001 The Photo Album
- 2003 Transatlanticism
- 2005 Plans
- 2008 Narrow Stairs
- 2011 Codes and Keys

### Ben Gibbard
- 2003 Home Volume V (A split LP with Andrew Kenny)

### The Postal Service
- 2003 Give Up

### ¡All-Time Quarterback!
- 1999 ¡All-Time Quarterback!
- 1999 The Envelope Sessions
- 2002 ¡All-Time Quarterback!

### With Jay Farrar
- 2009 One Fast Move or I'm Gone

### Pinwheel
- 1996 Pinwheel

## 相關連結
- 20 Questions with Ben Gibbard （页面存档备份，存于） from 2000